# Stilbometopa podopostyla
Stilbometopa podopostyla är en tvåvingeart som beskrevs av Speiser 1904. Stilbometopa podopostyla ingår i släktet Stilbometopa och familjen lusflugor. Inga underarter finns listade i Catalogue of Life.